# Râul roșu
Râul roșu (titlul original: în engleză Red River) este un film western american, realizat în 1948 de regizorul Howard Hawks și Arthur Rosson, pe baza povestirii Blazing Guns on the Chisholm Trail publicat în anul 1946 în The Saturday Evening Post de Borden Chase. Mai târziu acesta a prelucrat materialul pentru a-l publica într-un roman western. Titlul filmului este inspirat de râul cu același nume, care mai este denumit și Red River of the South.
Protagoniști filmului sunt actorii John Wayne, Montgomery Clift, Walter Brennan, Joanne Dru.

## Distribuție
- John Wayne – Thomas „Tom“ Dunson
- Montgomery Clift – Matthew „Matt“ Garth
- Joanne Dru – Tess Millay
- Walter Brennan – „Groot“ Nadine
- Coleen Gray – Fen
- Harry Carey – Mr. Melville
- John Ireland – Cherry Valance
- Noah Beery – Buster McGee
- Harry Carey Jr. – Dan Latimer
- Căpetenia Yowlachie – Quo
- Paul Fix – Teeler Yacey
- Hank Worden – Simms Reeves
- Mickey Kuhn – Matt (copil)
- Ray Hyke – Walt Jergens
- Wally Wales – Old Leather

## Premii și nominalizări
În 1949 filmul a primit două nominalizări Oscar la categoria cea mai bună poveste originală cât și pentru cel mai bun montaj.
Regizorul Howard Hawks a fost nominalizat pentru Directors Guild of America Award iar Borden Chase și Charles Schnee pentru scenariul filmului, nominalizați la Writers Guild of America Award
În anul 1990 filmul Red River a fost inclus în National Film Registry.